# Me llaman Radio
Me llaman Radio (cuyo título original en inglés, es Radio), estrenada el 24 de octubre de 2003, es una película estadounidense dirigida por Mike Tollin.

## Sinopsis
La película está basada en la historia real sobre el entrenador de fútbol americano Harold Jones (Ed Harris), del Instituto T.L. Hanna High School, y un joven con discapacidad intelectual, James Robert "Radio" Kennedy 
(Cuba Gooding, Jr.). También protagonizada por Debra Winger y Alfre Woodard, se basó en el artículo "Someone to Lean On", de Gary Smith, publicado el 16 de diciembre de 1996 en la revista Sports Illustrated, sobre James R. Kennedy y Harold Jones. 
Radio pasa desapercibido entre las demás personas, hasta que el entrenador del equipo de fútbol se fija en él y trata de ayudarlo e integrarlo en el equipo, en la escuela y en general en la vida. La película se desenvuelve con un grado de ternura por parte del entrenador y con un grado de inocencia por parte de Radio.
James Robert Kennedy nacido el 13 de octubre de 1947 en (Anderson, Carolina del Sur, Estados Unidos), creció la mayor parte de su vida fascinado por el fútbol y por la radio. Su apodo, Radio, se lo puso la gente de la ciudad por la radio que llevaba con él a todas partes. Aún asiste al Instituto T. L. Hanna y entrena al equipo de fútbol americano.
En el colegio donde el entrenador trata de acomodarlo recibe la hostilidad de la Asociación de Padres por un incomprensible temor de que el inocente muchacho perjudique la formación de sus hijos, cuando para Jones es un beneficio en la educación de estos. Tampoco la directora está a favor por la presión de los padres y la influencia y liderazgo en el tema de uno de ellos, el padre del mejor de los jugadores.
Radio ha de soportar las pesadas bromas de los alumnos, especialmente de uno de ellos, precisamente el mencionado como el mejor. No se escapa tampoco de que un policía que llega destinado a la comisaría y desconoce al muchacho, lo espose con cierta violencia y arreste cuando le pide explicaciones por conocer de dónde ha obtenido los regalos que, por ser Navidad y con felicidad, está dejando en las puertas de los vecinos. Afortunadamente los otros policías corrigen la actuación de su nuevo compañero. 
Sucesos a destacar: En el curso de la película muere la madre de Radio. En defensa del muchacho, el entrenador dimite de su cargo en una asamblea que se ha convocado para que el chico desaparezca de la escuela, dirigida la acción por el padre del mejor deportista. Al final se le concede a Radio la Graduación Honoris Causa y se admite que se mantenga en el Instituto en sus labores auxiliares durante toda su vida. Ya mayor se ve cómo agradece esto.

## Reparto y personajes
- Cuba Gooding, Jr.. - James Robert "Radio"
- Ed Harris - Entrenador Jones
- S. Epatha Merkerson - Mamá Kennedy
- Debra Winger - Linda
- Alfre Woodard - Directora Daniels
- Sarah Drew - Mary Helen
- Riley Smith - Johnny
- Chris Mulkey - Frank
- Patrick Breen - Tucker